# Cò mổ

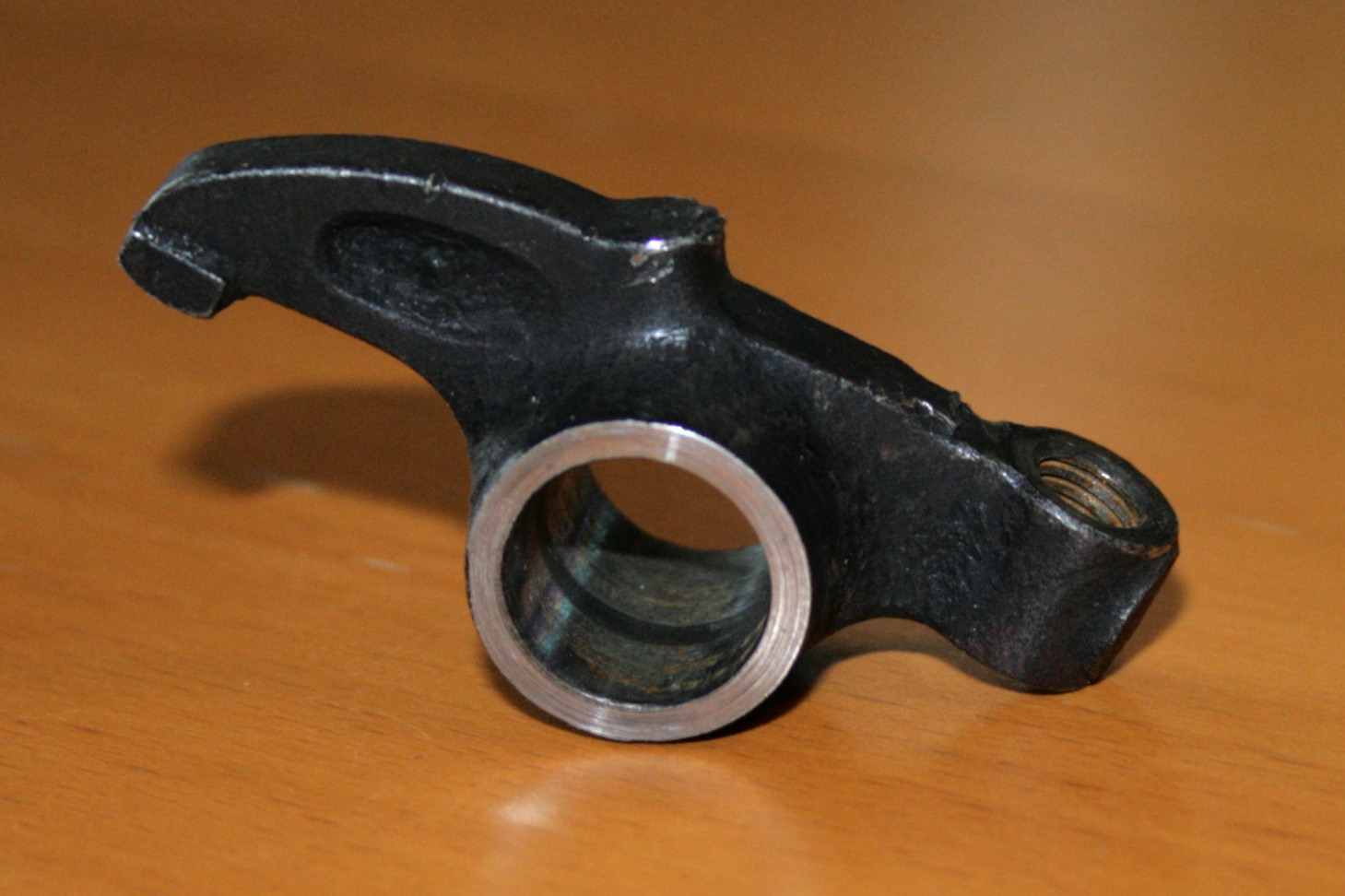
Cò mổ

Cò mổ (tiếng Anh: rocker arm, rocker) là một thiết bị đòn bẩy trong cơ cấu phân phối khí của động cơ đốt trong, có nhiệm vụ truyền chuyển động hướng tâm từ cam thành chuyển động thẳng tại xupap để mở xupap. Một đầu của cò mổ được nâng lên – hạ xuống bởi vấu cam trực tiếp hoặc gián tiếp (thông qua con đội xupap và đũa đẩy). Đầu còn lại của cò mổ tác động lên thân xupap. Khi vấu cam (thùy cam) nâng một đầu của cò mổ, đầu còn lại, do tác động của đòn bẩy, sẽ ép xuống thân xupap làm mở xupap. Khi đầu bên ngoài cò mổ trở lại vị trí ban đầu do trục cam quay, đầu bên trong của cò mổ sẽ nâng lên tạo điều kiện cho lò xo xupap đóng xupap.
Một số loại động cơ cam trên đỉnh sử dụng cò mổ ngắn trong đó vấu cam đẩy xuống (chứ không phải nâng lên) trên cò mổ để mở xupap. Đối với loại cò mổ này, điểm tựa đòn bẩy của cò mổ nằm ở một đầu thay vì ở giữa; khi đó, cam tác động tại ví trí giữa cò mổ. Đầu đối diện còn lại sẽ tác động mở xupap. Những loại cò mổ này đặc biệt phổ biến trên động cơ cam kép (DOHC) và thường được sử dụng thay cho các con đội xupap tác động trực tiếp.